# Suit
Suit es uno de los dos álbumes, junto con Sweat, que el rapero Nelly lanzó en noviembre de 2004. Debutó en la primera posición de la Billboard 200 y fue nominado para los Grammy.

## Lista de canciones
1. "Play it Off" (con Pharrell)
2. "Pretty Toes" (con Jazze Pha & T.I.)
3. "My Place" (con Jaheim)
4. "Paradise"
5. "She Doesn't Know My Name" (con Snoop Dogg & Ron Isley)
6. "N Dey Say"
7. "Woodgrain & Leather Wit A Hole"
8. "In My Life" (con Avery Storm & Mase)
9. "Over and Over" (con Tim McGraw)
10. "Nobody Knows" (con Anthony Hamilton)
11. "Die For You"

- Datos: Q2469814